# Schilliger Holz
Die Schilliger Holz ist ein Holzverarbeitungsunternehmen mit Sitz in Haltikon, einem Weiler in dem Ort Küssnacht.  Der Begriff Schilliger Holz steht synonym für die drei Unternehmen Schilliger Holz AG und Schilliger Holz-Industrie AG in Haltikon sowie der Schilliger Holz Sägewerk AG in Root-Perlen. Zudem verfügt das Unternehmen noch über die Schilliger Bois SAS in Volgelsheim. Der Unternehmensverbund, einer der bedeutendsten der Schweiz, beschäftigt 320 Angestellte an drei Standorten in der Schweiz und in Frankreich.

## Geschichte
1861 gründete Blasius Schilliger das Unternehmen mit dem Kauf eines Landwirtschaftsbetriebs mit Sägerei und Mosterei in Haltikon. 1962 brannten die Sägerei und die Mosterei ab, daraufhin wurde nur die Sägerei wieder aufgebaut.
2000 wurde die Schilliger Sägewerk AG gegründet und ein Starkholzsägewerk in Perlen, Gemeinde Root, errichtet.
2009 erwarb die Schilliger Holz in Frankreich das Werk Volgelsheim von der Klenk Holz und gliederte es als Schilliger Bois SAS in den Unternehmensverbund ein. Ursprünglich war geplant gewesen, ein weiteres Sägewerk in Luterbach zu errichten, dafür wurde eigens eine Tochtergesellschaft gegründet und Bauland erworben. Nach dem Kauf des Werks Volgelsheim wurde jedoch auf den Bau in Luterbach verzichtet.
Am 9. Januar 2017 erlitt das Werk Haltikon einen erneuten Grossbrand, das Plattenwerk und das Leimwerk wurden ein Raub der Flammen. Zwei Hallen wurden vollständig zerstört. Ein neues Holzleimwerk in Haltikon soll seinen Betrieb in den ersten Monaten des Jahres 2017 aufnehmen.

## Übersicht
Die Schilliger-Unternehmungen verfügen über 3 Sägewerke, 3 Plattenwerke, 3 Hobelwerke und 3 Holzleimwerke. Zum Unternehmen gehört auch ein Fuhrpark von 25 eigenen LKW. Hauptkundschaft ist die Bau- und Verpackungsindustrie in Europa. Die Sägerei Haltikon gilt mit 200'000 m³ jährlich verarbeitetem Holz als grösste Sägerei der Schweiz (Stand 2005). Grösste Sägerei des Unternehmens ist jedoch jene im französischen Volgelsheim mit 300'000 m³ Jahresleistung.